# Бангладешско-латвийские отношения
Бангладешско-латвийские отношения — двусторонние дипломатические отношения между Бангладеш и Латвией. Бангладеш стал одной из первых стран, признавших Латвию в 1991 году. Дипломатические отношения между странами были официально установлены 21 января 1993 году.

## Визиты на высоком уровне
В 2012 году министр иностранных дел Бангладеш Дипу Мони посетила Ригу с официальным визитом.

## Политическое сотрудничество
В 2006 году государственный секретарь министерства иностранных дел Латвии Норманн Пенке подчеркнул необходимость регулярного двустороннего диалога между министерствами иностранных дел двух стран с целью улучшения потока информации и продвижения средств массовой информации. В 2008 году на всеобщих выборах в Бангладеш в составе делегации Европейской комиссии участвовали два латвийских наблюдателя.

## Образовательное сотрудничество
В 2003 году президент Латвии Вайра Вике-Фрейберга назвала сектор образования одной из первых областей, представляющих интерес для Бангладеш. Бангладеш предложил подписать Меморандум о сотрудничестве в области высшего образования, уделяя особое внимание науке и технологиям. Кроме того, обе стороны договорились об партнерстве для проведения совместных исследований, инициировании совместных программ на получение степени и учреждении программ обмена.

## Экономическое сотрудничество
Готовая одежда, фармацевтические продукты, морепродукты и другие продукты из Бангладеш были определены как продукты с огромным потенциалом на латвийском рынке. Латвия согласилась направить бизнес-делегации в Бангладеш для изучения потенциальных путей увеличения двусторонней торговли и инвестиций, преимущественно в сфере агробизнеса.

## Сельскохозяйственная кооперация
Бангладеш и Латвия подписали Меморандум о сотрудничестве в сельскохозяйственном секторе, в котором основное внимание уделяется животноводству, молочному хозяйству, растениеводству и рыболовству.